# SEAT
A SEAT (Sociedad Española de Automóviles de Turismo, magyarul: „Spanyol Személygépkocsi Társaság”) egy spanyol gépkocsimárka, amelyet 1950-ben alapítottak a Fiattal együttműködésben. 1986 óta a Volkswagen csoport leányvállalata.
A gyár telephelye Martorellben található, amely Barcelonától 35 km-re fekszik.

## Története

### Időrendben
- 1950. május 9-én megalakult a Sociedad Española de Automóviles de Turismo S.A., a SEAT. 51%-ban a Spanyol Nemzeti Ipari Intézet, 42%-ban 6 bank és 7%-ban Fiat voltak az alapító tagok.
- 1951. Megépül a Zona Franca, a SEAT gyára 20 hektáron fekszik, Barcelonában.
- 1953. Legördült az első SEAT, egy 1400-as modell. Naponta 5 autó készül, és 925 ember dolgozik a SEAT-nál.
- 1955. május 5-én hivatalosan megnyitják a közel 200 000 négyzetméteren fekvő gyárat. Már 7 000 SEAT fut az utakon.
- 1956. SEAT elérte első célját, egy éven belül legyártott 10 000 gépkocsit.
- 1961. 36 000 SEAT készül egy év alatt.
- 1964. június 29-én Madridban megnyílik a SEAT új központi irodája. Közel 10 000-en dolgoznak a SEAT-nál. Naponta 300 autó készül. Ezzel a SEAT a legnagyobb európai autógyártó.
- 1966. Elkészült az 500 000. autó.
- 1969. Legördült a gyártósorról az 1 000 000. SEAT, egy sárga 124-es.
- 1971. A SEAT Spanyolország legnagyobb ipari vállalata. 55 000 SEAT-ot értékesítenek külföldön. Elkészül az együléses Formula 1430-as versenyautó.
- 1974. Elkészült a 2 000 000. SEAT.
- 1980 májusában a Fiat úgy dönt, hogy megszakítja a SEAT-tal meglévő vállalati kapcsolatát. Ezzel a döntéssel a 30 éves FIAT-SEAT együttműködés megszűnik.
- 1981. A Fiat eladja a Spanyol Ipari Minisztériumnak a részvényeit. A vállalat új stratégiát követ, saját maga tervezi autóit, neveiket spanyol városok – Ronda, Ibiza, Málaga és Marbella- adják.
- 1982. Új arculatot kap a cég. Szeptember 30-án ipari és kereskedelmi együttműködésről szóló szerződést ír alá a SEAT S.A. a Volkswagen AG-val. A SEAT forgalmazza Spanyolországban a Volkswagen és Audi márkákat, amelyeket részben importál és részben helyben gyárt le.
- 1983. Legyártják az 5 000 000. SEAT-ot. Elkezdődik a Zona Franca gyárában a VW Passat gyártása.
- 1986. Június 1-jén a Volkswagen megveszi a SEAT 51%-át, ezzel a SEAT a Volkswagen csoport harmadik márkájává válik. December 23-ára 75%-os részvényese a Volkswagen a SEAT-nak.
- 1990. Decemberben a Volkswagen a hátralevő részvényeket is megveszi, és így 99,99%-ban tulajdonosa lett a SEAT-nak.
- 1992. A SEAT az egyik fő szponzor a XXV. nyári olimpiai játékokon Barcelonában.
- 1993. Márciusban bemutatták az új Ibizát, amelyből naponta 530 darab készül. Év végén bemutatták a SEAT Cordobát.
- 1994 augusztusában a Toledo gyártósorát Martorellbe viszik át. Hivatalosan bemutatják a 2.0 literes 16 szelepes Toledót, és az 1.8 literes 16 szelepes Ibizát.
- 1995. A Genfi Autószalonon bemutatták a SEAT egyterűjét, az Alhambrát. Májusban indultak Brazíliába az első Cordobák. Szeptember 26-án Fülöp trónörökös adja át a 10 000 000. SEAT-ot.
- 1997. A gyár 402 671 gépkocsi gyártásával történelmi eredményt ér el, az ezredfordulóra 500 000 darab gyártását tűzi ki célul. Termelékenysége 60 gépkocsi/dolgozó, naponta 2050 gépkocsit gyárt, tehát átlagosan 43 másodpercenként készül egy új SEAT.
- 1998. A Párizsi Autószalonon a SEAT bemutatja az új SEAT Toledót, amely teljesen új külsővel, megváltozott karakterrel jelentkezik.
- 2000. A Genfi Autószalonon a nagyközönség megismerkedhetett a Salsa nevezetű koncepcióautóval, amely Walter de Silva tervező keze munkája. A kocsi új távlatot nyitott a tervezésben. A 250 LE-s, tiptronic váltóval szerelt jármű külső megjelenése a SEAT jövőt tükrözi. 2000 tavaszán mutatták be a SEAT Leónt, amely azóta sikert sikerre halmoz.
- 2001. Bevezették a SEAT auto emoción szlogent hazánkban is.
- 2002. Október 10-én ünnepli a SEAT 10 éves magyarországi fennállását.
- 2003. Januárban Magyarországon is bemutatkozik az új Cordoba. Márciusban Genfben debütál az új SEAT Ibiza Cupra R és az a 250 LE-s Toledo, amellyel az Európai Túrabajnokságon áll rajthoz a SEAT. A 60. Frankfurti Autókiállításon mutatkozik be a SEAT Altea prototípusa. A SEAT első modellje november közepén ünnepeli 50. születésnapját.
- 2004. Walter Maria de’Silva az Audi márkacsoport vezető tervezője megnyitja a ’Konzept Design München’ tervező stúdiót, ahol kreatív koncepciókat dolgoznak ki az Audi márka csoport számára. A Genfi Autószalonon bemutatkozik a nagyközönségnek a SEAT Altea mindössze öt hónappal a prototípus debütálását követően. Májusban debütál a SEAT Toledo prototípusa a Madridi Autókiállításon.
- 2005. Májusban átadják az 50 000. Magyarországon értékesített SEAT-ot. Júniusban a nemzetközi sajtónak bemutatkozik az új León, mely itthon szeptemberben debütál. A 2005-ös év legkedveltebb SEAT modellje az Ibiza Magyarországon.
- 2006. Márciusban Magyarországon is debütál az új Ibiza. Júniusban bemutatkozik a León FR, majd decemberben a 240 lóerős León Cupra. Októberben már megismerheti a nemzetközi sajtó az Altea XL modellt, amely Magyarországra 2007 februárjában érkezik. A SEAT modellek 2006-ban is halmozták a díjakat, ebben elsősorban a León járt az élen több kitüntetéssel.
- 2007. A spanyol márka Shakira Oral Fixation európai turnéjának kiemelt támogatójaként Magyarországon 100 darabos limitált szériát dob piacra Ibiza FEVER néven. Februárban Magyarországon is bemutatkozik az új SEAT Altea XL. A tavaly év végi nemzetközi bemutatót követően Magyarországra is megérkezik a legerősebb SEAT, a 240 lóerős SEAT León Cupra.
- 2008. A SEAT martorelli gyára február 22-én ünnepelte működésének 15. évét. Áprilisban mutatkozott be a nemzetközi sajtó számára, majd júliusban hazánkba is megérkezik az ötajtós SEAT Ibiza, amely az Euro NCAP töréstesztjén 5-csillagos minősítést szerez. Júniusban a spanyol autógyártó bemutatja a háromajtós SEAT Ibiza SportCoupé modellt illetve nyilvánosságra hozza, hogy a 2009-ben piacra kerülő, B-szegmensben vetélkedő limuzinja EXEO néven kapható majd.
- 2009. A SEAT a válságot követő évben, minden nehézség ellenére nyereséggel folytathatta alaptevékenységét. Bevezetik az új SEAT Exeo Limousine-t valamint a kombi-változat Exeo ST-t. Mindezt a legsportosabb Ibizák (FR, Cupra és Bocanegra), valamint az újszerű imázzsal megjelent, látványos León FR, Cupra és Cupra R verziók egészítették ki. Mindemellett számos modell kínálata újabb motorváltozatokkal bővült.
- 2010. Ebben az évben ünnepelte a SEAT fennállásának 60. évfordulóját. A SEAT és az UEFA Európa Liga közötti sikeres partneri együttműködés a 2010/2011-es labdarúgó szezonban is folytatódik. Emellett a 2010-es SEAT León-Európa-kupa már a harmadik szezon volt a sorozat történelmében. 2010. május 22-én vette kezdetét Monzában, és szeptember 19-én Valenciában zárult és ismét magyar versenyző szerezte meg a bajnoki címet. Michelisz Norbert 2009-es sikere után a 2010-es sorozatot Wéber Gábor nyerte meg. 15 év után ebben az évben visszatért a megújult Alhambra, a SEAT egyterűje, amelynek itthon novemberben kezdték meg az értékesítését.
- 2011. Jubilált a SEAT magyarországi importőre, a márka 1992-es hazai indulása óta 20 000 SEAT Ibiza talált gazdára. Az Ibiza a márka kínálatának legnépszerűbb tagja hazánkban, 1992 óta a márka eladásainak 27%-át a típus tette ki. A kisautó kategóriában megszületett a SEAT Mii, de hazánkban azonban ez a modell nem került bevezetésre.
- 2012 májusában az Ibiza ráncfelvarráson, úgynevezett Faceliften esett át. Tavasszal a genfi Autószalonon bemutatták az új Toledót, a szeptemberi párizsi Autókiállításon pedig a megújult Leónnal is megismerkedhetett a közönség.
- 2013. Hazánkban is megkezdődik az új León és Toledo értékesítése. A SEAT a martorelli gyártóüzem hivatalos megnyitásának 20. évfordulóját ünnepli.

### Szponzorációk
A SEAT számos jelentős nemzetközi sporteseménynek volt már kiemelt támogatója, mint például:
- UEFA Európa-liga
- SEAT León-Európa-kupa
- 1992. évi barcelonai olimpiai játékok

Magyarországon is elsősorban sportolókat és sportcsapatokat szponzorál a márka. 
Közéjük tartozik két olimpikonunk; Cseh László és Kovács Katalin.

### Logó evolúció
A SEAT 2012. szeptember 28-án bemutatta megújult márkalogóját a Párizsi Autószalonon, ahol az új SEAT León modelljével egyidejűleg a márka új vállalati arculata is világpremierjét ünnepelte.
„A SEAT fejlődésének újabb szakaszához érkezvén bemutatjuk új márkaemblémánkat, amely hűen tükrözi a márka összes jellegzetes erényét: letisztult, egyszerű design és precíz, minőségi technikák” – mondta James Muir.
Az új logó újabb jelentős lépés a SEAT márkaimázsának megújulása útján, immár összhangba hozva a vállalati arculatot a márka alapvető karakterével, s hűen szimbolizálva annak hat fő erényét: stílusos dizájn, dinamizmus, fiatalos szellemiség, gazdaságosság, megbízhatóság és sokak számára elérhető árszint.

### Szlogenek
- 2000.  – auto emoción
- 2012. –  ENJOYNEERING
- 2015. – "Technology to enjoy"

## Modellek

### SEAT Toledo
| - SEAT 1400 - SEAT 850 - SEAT 1200 Sport - SEAT 1400 - SEAT 1430 - SEAT 1500 - SEAT 124 - SEAT 127 - SEAT 128 - SEAT 131 - SEAT 132 - SEAT 133 | - SEAT Fura - SEAT Panda - SEAT Ritmo - SEAT Ronda - SEAT Terra - SEAT Inca - SEAT Malaga - SEAT Marbella - SEAT Arosa - SEAT Cordoba |  |

### Mai modellek

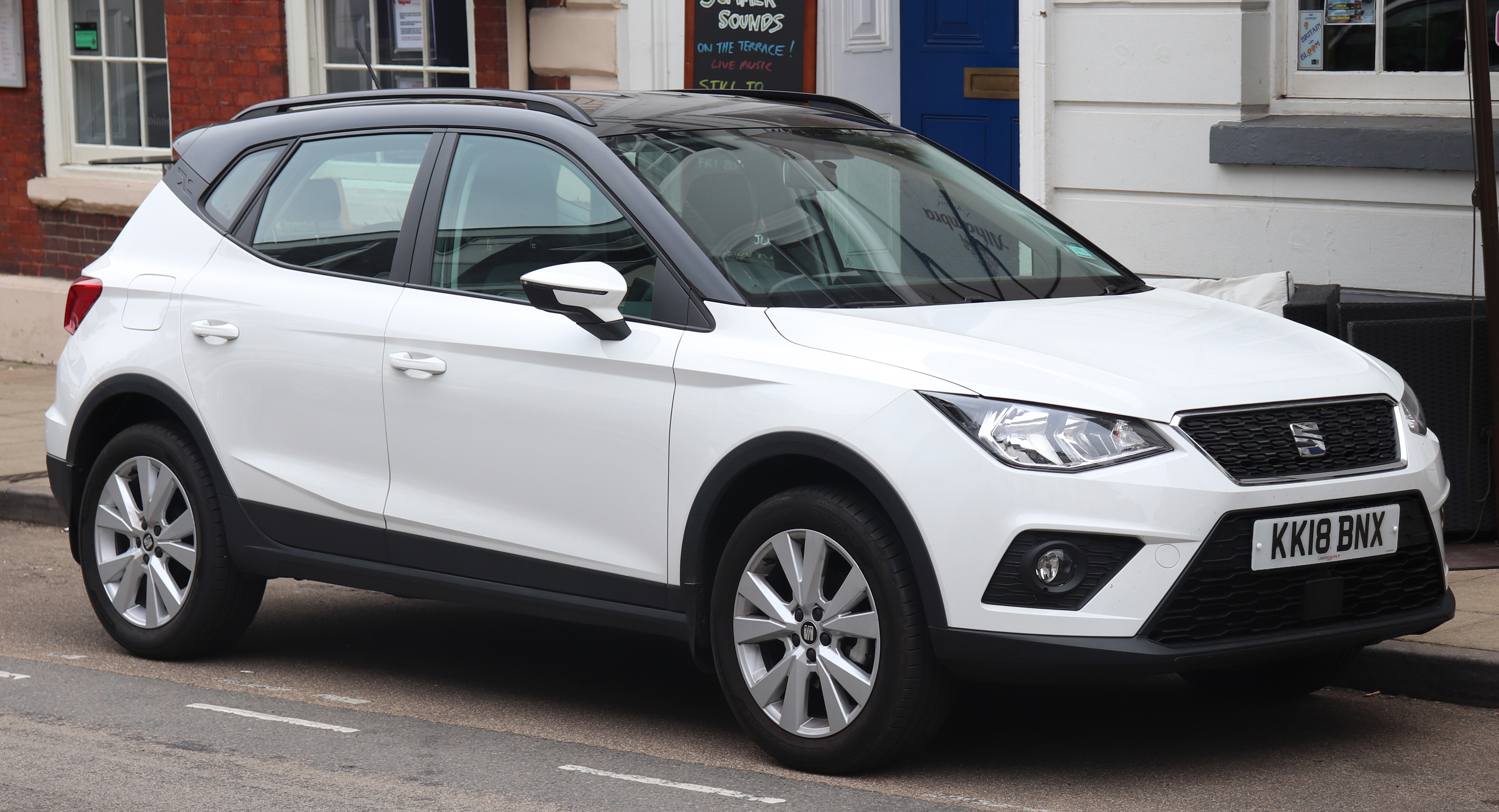
Seat Arona

- SEAT Mii
- SEAT Leon
- SEAT Exeo
- SEAT Ibiza
- SEAT Toledo
- SEAT Alhambra
- SEAT Ateca
- SEAT Arona
- SEAT Tarraco

### Koncepciók

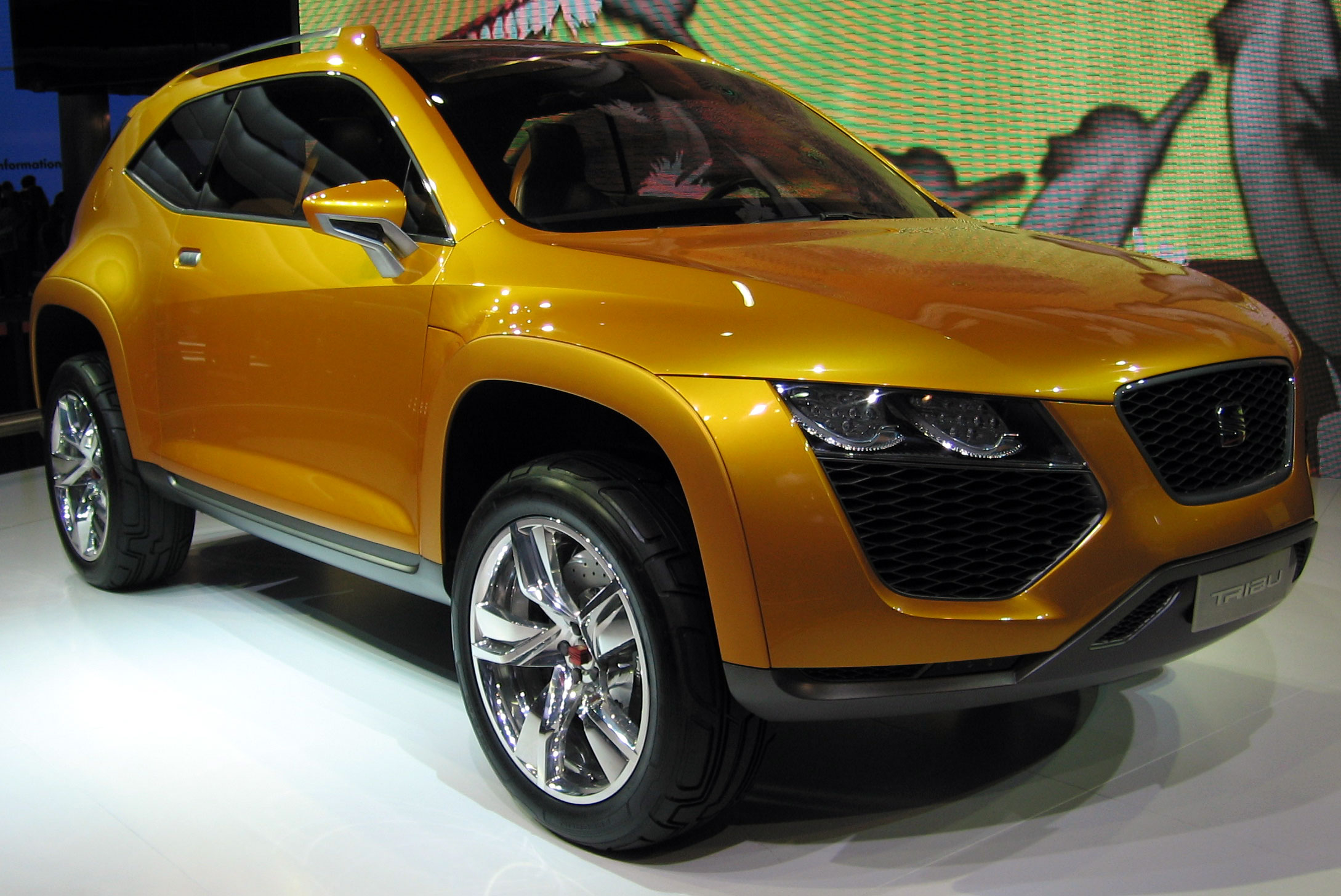
SEAT Tribu

- SEAT Cupra GT
- SEAT Formula
- SEAT Salsa
- SEAT Tango
- SEAT Altea Freetrack Prototype
- SEAT Tribu
- SEAT Bocanegra
- SEAT 20V20